# Sceleocantha cuneata
Sceleocantha cuneata är en skalbaggsart som beskrevs av Mckeown 1938. Sceleocantha cuneata ingår i släktet Sceleocantha och familjen långhorningar. Inga underarter finns listade i Catalogue of Life.